# Puig-alt (Balenyà)
Puig-alt és una masia del terme municipal de Balenyà, a la comarca catalana d'Osona.
Se situa prop del límit sud-occidental del terme, al sud-oest de Puigsagordi i al sud-est del Soler de l'Espina. És al nord-oest de Santa Maria Savall i a ponent de la masia de la Torre Estrada. És a l'esquerra de la capçalera del torrent de Sauva Negra.